# Shōdoshima (Kagawa)
Shōdoshima (小豆島町, Shōdoshima-chō) est un bourg du district de Shōzu, dans la préfecture de Kagawa, au Japon.

## Géographie

### Situation

Localisation de la municipalité de Shōdoshima dans la préfecture de Kagawa.

Shōdoshima se situe dans la partie sud-est de l'île du même nom, dans la partie occidentale de la mer de Harima.

## Histoire
Shōdoshima a été fondé le 21 mars 2006 lorsque les municipalités d'Ikeda et d'Uchinomi ont fusionné.

## Économie
Shōdoshima est réputé au Japon pour être la seule île de tout l'archipel à cultiver des oliviers. Cette activité constitue un des piliers de l'économie locale.

## Transport
La ligne de ferry reliant Shōdoshima à la préfecture s'appelle Olive Line.